# Vilhelm Melbye
Pour les articles homonymes, voir Melbye.

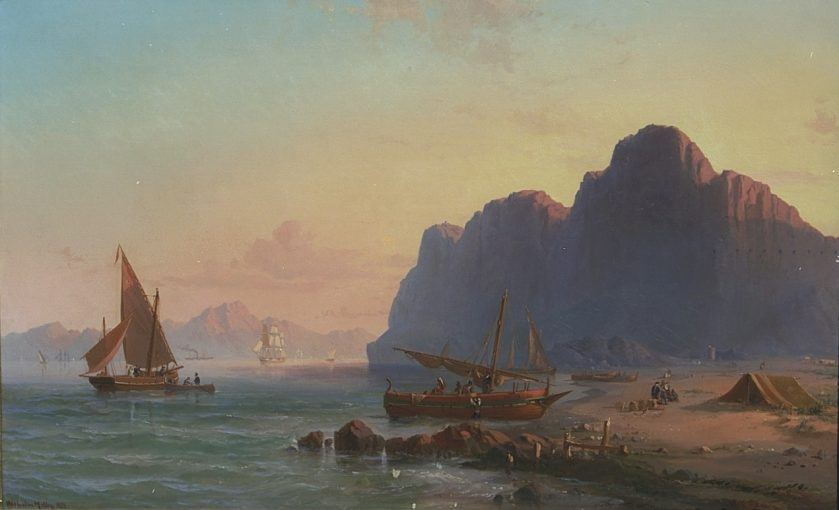
scène côtière avec des bateaux de pêche au large de Gibraltar (1854)

Vilhelm Melbye (14 mai 1824 - 6 octobre 1882) est un peintre de marine Danois. Il est le frère d'Anton Melbye et de Fritz Melbye. Il travaille à Londres de 1853 à 1866 et, durant sa carrière, peint des paysages marins, côtiers et portuaires, des bateaux et des sujets topographiques dans toute l'Europe, en particulier en Méditerranée.

## Biographie
Knud Frederik Vilhelm Hannibal Melbye est né le 14 mai 1824 à Elseneur, Danemark. Il fait d'abord des études pour devenir marchand mais se tourne vers la peinture, étudiant avec son frère aîné Anton, déjà installé comme peintre de marine. Il suit les cours de l’Académie royale des beaux-arts du Danemark de 1844 à 1847. Il prend également des cours particuliers de dessin en perspective avec Carl Dahl (en).
En 1847, il va, lors de son premier voyage, en Islande à bord de la corvette Valkyrien. En 1848, il devient l'un des premiers artistes à peindre à Skagen. La même année il va à Paris via Düsseldorf. Il étudie à Paris avec Théodore Gudin (1802–1880) avant de repartir au Danemark en 1849.
De 1853 à 1866 il vit à Londres où il change son nom de Vilhelm à Wilhelm.
Il est nommé Professeur à l'Académie à Copenhague en 1880 mais il meurt en 1882 à Roskilde. Il est enterré au cimetière Assistens à Copenhague.

## Œuvres
Vilhelm Melbye préfère un style réaliste, souvent avec des scènes romantiques ou dramatiques. Nombre de ses œuvres représentent la côte du sud de l'Europe ou des vues de ports. Il est influencé par son frère aîné et maître Anton Melbye mais également par l'école de Düsseldorf, en particulier par Andreas Achenbach

## Galerie

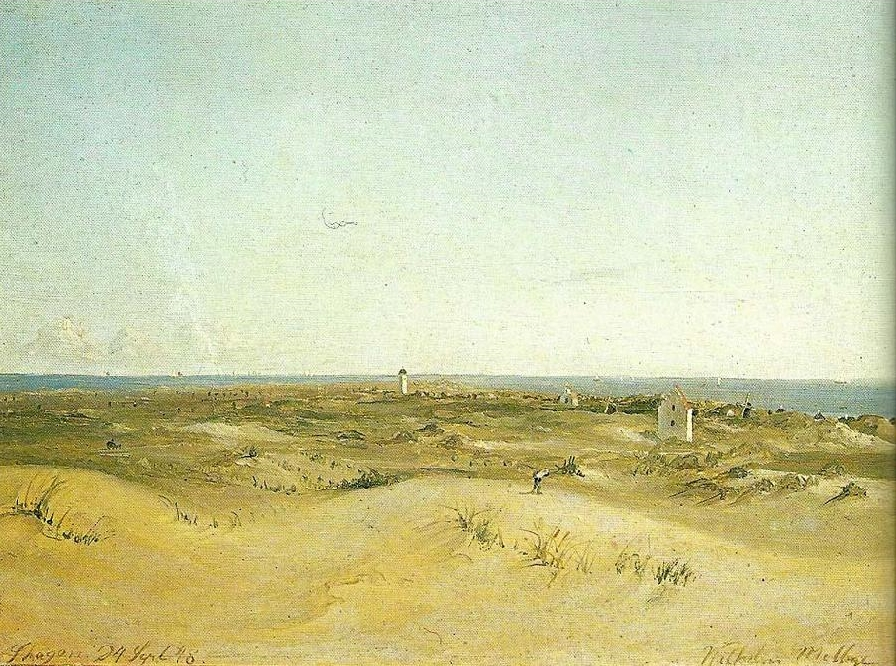
Vue de Skagen (1848)
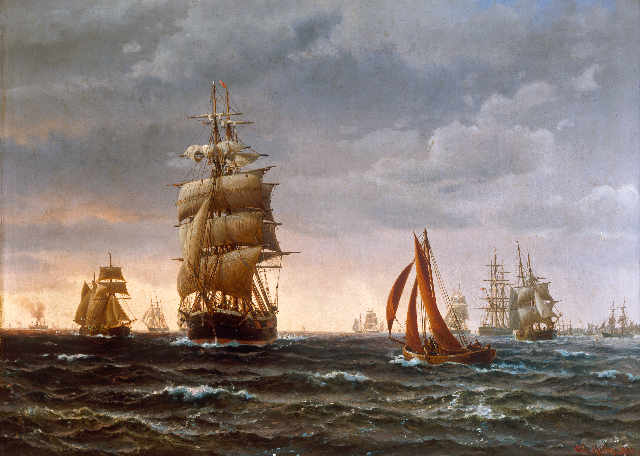
Panorama marin à Gibraltar (1850)
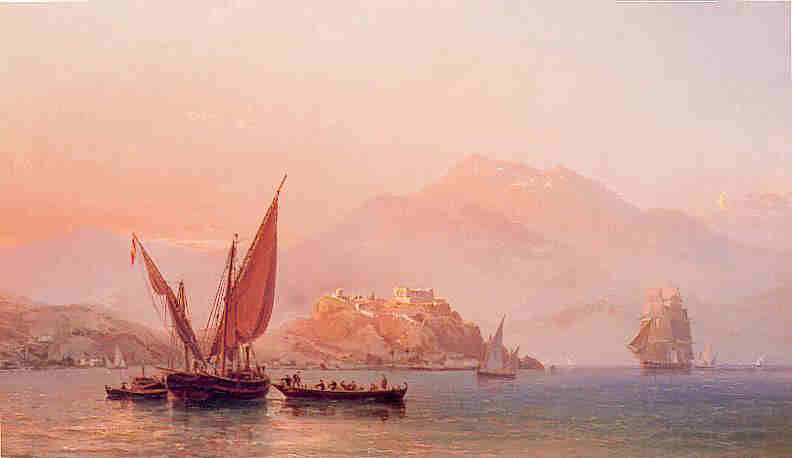
Panorama marine en Italie (1852)
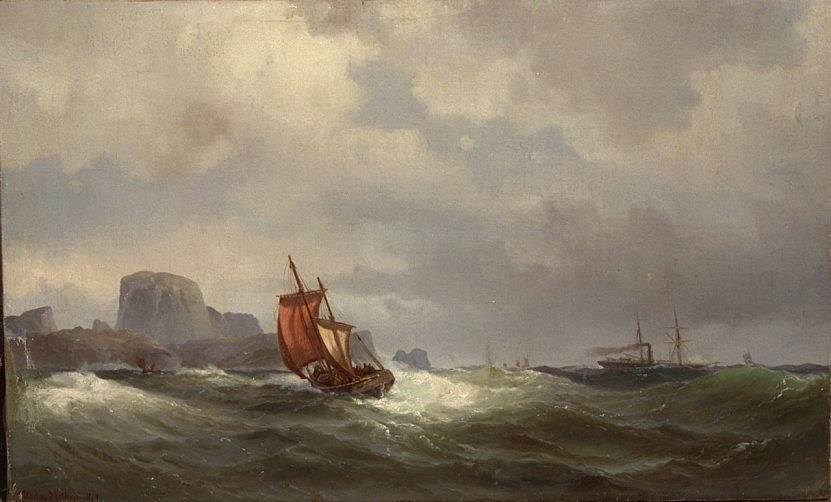
Bateau de pêche et vapeur au large de la Côte Rocheuse (1870)
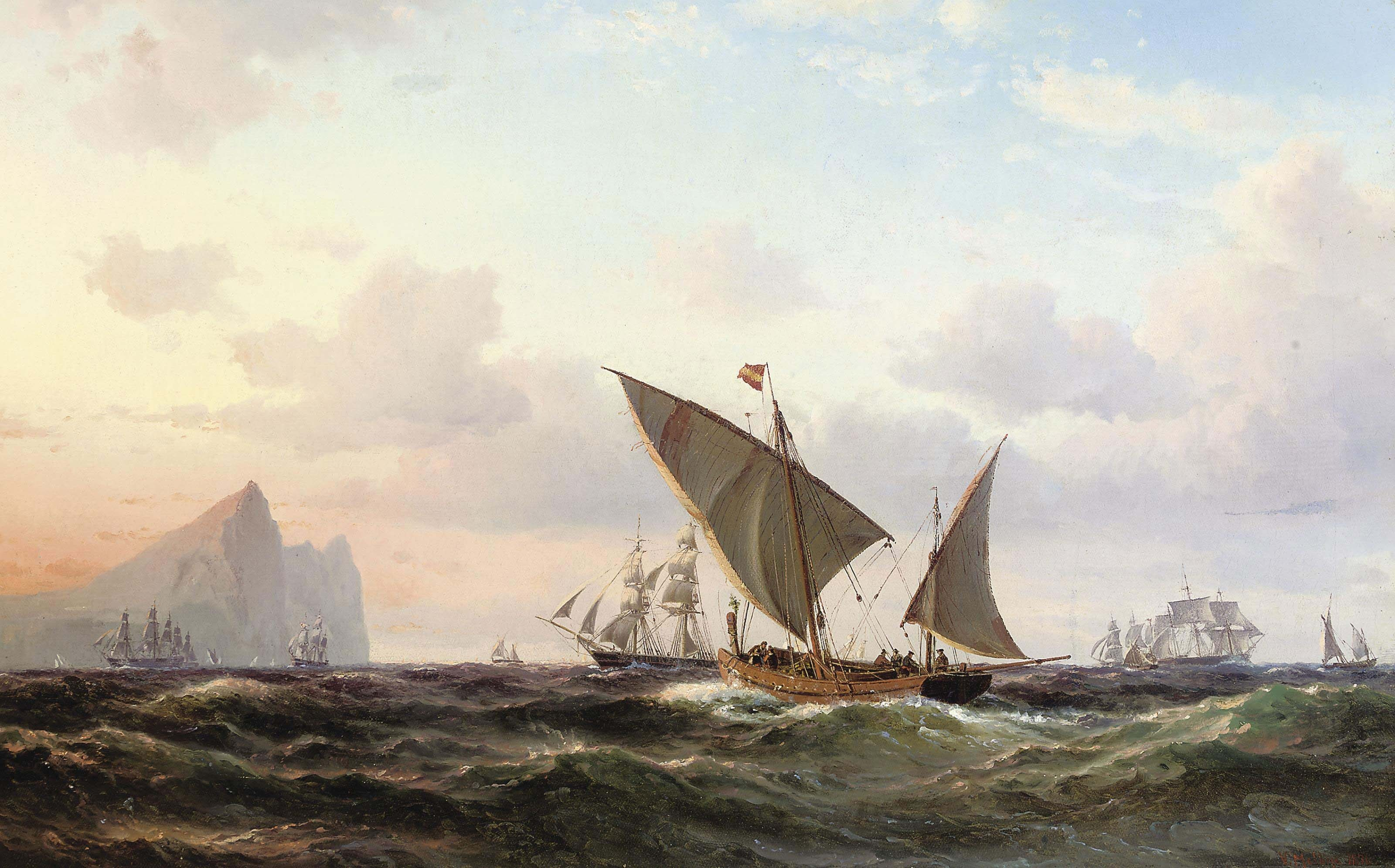
Panorama marin à Gibraltar (1882)